# مولرثال

الموقع

مولرثال (لوكسمبورغ: Mëllerdall، الألمانية Müllertal) هو جزء من بلدة ولد بيلغ لوكسمبورغ التي تقع في منطقة وبلدة اشتر ناخ لجريفينماتشر.
أعطى قرية اسمها إلى المنطقة التي يقع فيها، المعروف أيضا باسم ليتل سويسرا.
على التلال بالقرب من بلدة، وجدت ركام "Heringerburg"، وهي قلعة قديمة. جنوب مولرثال، تحت جسر صغير، يمكنك ان ترى "Schiessentümpel"، الذي هو أعلى شلال في البلاد.